# Синхронное вращение
Синхронное вращение (приливный захват) — ситуация, когда гравитация заставляет небесное тело всегда обращать к другому телу одну и ту же сторону. Для внешнего наблюдателя период вращения спутника вокруг своей оси совпадает с периодом его обращения вокруг центрального тела. При этом для наблюдателя с центрального тела спутник не имеет вращения и всегда обращён к нему одной и той же стороной. Фактически, оборот спутника вокруг своей оси обеспечивает не его собственное вращение, а облёт по орбите вокруг центрального тела при фиксации приливными силами положения спутника в направлении к планете. Точно также кордовая авиамодель облетает центр привязки по кругу, но не имеет никакого самостоятельного вращения вокруг своей оси. (см. также парадокс вращения монеты).

## Физика феномена
Приливный захват происходит в процессе взаимного движения и характерен для многих крупных естественных спутников планет Солнечной системы, а также используется для стабилизации некоторых искусственных спутников. Если разница в массах между двумя телами невелика, то они оба могут пребывать во взаимном (обоюдном) приливном захвате, как в случае с Плутоном и Хароном.
При наблюдении синхронного спутника с центрального тела всегда видна только одна сторона спутника (яркий пример: наблюдение Луны с Земли). При наблюдении с этой стороны спутника центральное тело «висит» в небе неподвижно, причём хорошо заметно собственное вращение тела. С обратной же стороны спутника центрального тела никогда не видно. 
Если оба тела пребывают во взаимном приливном захвате (пример: двойная система Плутон-Харон), то центральное тело будет видно только с повёрнутой к нему стороны спутника, и только как неподвижно висящее в небе. Но и с повёрнутой к спутнику стороны центрального тела спутник будет виден как неподвижно висящий в небе и не виден с обратной стороны центрального тела. С центрального тела будет видна только повёрнутая к нему сторона спутника, и точно так же со спутника будет видна только повёрнутая к спутнику сторона центрального тела.
Если ось собственного вращения спутника не перпендикулярна плоскости орбиты, наблюдаются либрации по широте, а если орбита спутника значительно отличается от окружности, то либрации по долготе. В случае с Луной наблюдаются либрации как по широте, так и по долготе.
Синхронное вращение является равновесным состоянием в небесной механике. Если изначально период обращения спутника вокруг планеты и период его вращения вокруг оси различны, возникают приливные силы, тормозящие или разгоняющие вращение вокруг оси.

## Примеры
Практически все спутники в Солнечной системе синхронизированы со своими центральными телами — пребывают в приливном захвате, — так как их орбиты довольно малы, а приливные силы усиливаются обратно пропорционально кубу расстояния. Заметными исключениями являются нерегулярные спутники газовых гигантов, чьи орбиты пролегают существенно дальше орбит крупных спутников.
Наиболее известный и доступный для наблюдения пример — Луна, которая является синхронным спутником Земли. Оба естественных спутника Марса — Фобос и Деймос — также имеют синхронное вращение. Крупные спутники Юпитера, Сатурна и Урана также являются синхронными. Крупнейший спутник Нептуна Тритон также имеет синхронное вращение.
Плутон и Харон — это яркий пример взаимного приливного захвата. Харон — очень большая луна относительно своего центрального тела и вращается вокруг него на небольшой орбите. В результате Плутон попал в приливный захват по отношению к Харону, также как Харон попал в приливный захват относительно Плутона. В результате два этих тела обращаются друг вокруг друга (барицентр системы лежит над поверхностью Плутона), словно соединённые тросом в двух противостоящих друг другу точках их поверхностей.
Приливный захват астероидов по большей части неизвестен, но следует ожидать, что близко вращающиеся пары также могут быть во взаимном приливном захвате.
Примерами несинхронизированных спутников являются Гималия, Элара, Гиперион, Феба, Альбиорикс, Кивиок, Сикоракса, Калибан, Нереида, а также все спутники Плутона, кроме Харона.